# Efekt majątkowy
Efekt majątkowy (efekt bogactwa) – zmiana poziomu wydatków konsumpcyjnych wynikająca ze zmiany realnych zasobów majątkowych (np. w efekcie wzrostu wartości posiadanych nieruchomości, otrzymania nagrody lub hossy na giełdzie). Wraz ze wzrostem wartości swego majątku ludzie konsumują więcej.
Powoduje przesunięcie wykresu funkcji konsumpcji w górę lub w dół pod wpływem wzrostu lub spadku wydatków na każdym poziomie rozporządzalnych dochodów osobistych.

## Efekt majątkowy na poziomie makroekonomicznym
Zmiany realnej podaży pieniądza wpływają dwojako na wielkość majątku gospodarstw domowych:
- bezpośrednio – jako że gotówka i jej ekwiwalenty (jedne z form aktywów konsumentów) rosną, jeśli realna podaż pieniądza wzrasta
- pośrednio – za pośrednictwem rynków kapitałowych; wzrost realnej podaży pieniądza powoduje spadek stopy procentowej. Jako że nasze przyszłe dochody (strumienie dywidend lub odsetek z obligacji skarbowych) muszą zostać zdyskontowane za pomocą tejże niższej stopy procentowej, wartość papierów wartościowych wzrasta, a gospodarstwa domowe czują się zasobniejsze.

Proces dyskontowania
{\displaystyle PV_{t}={\frac {FV_{t}}{(1+i)^{t}}}}
{\displaystyle PV_{t}} – wartość zaktualizowana (present value)
{\displaystyle FV_{t}} – wartość przyszła (future value)
i – stopa procentowa
t – czynnik czasowy

## Efekt majątkowy na poziomie gospodarstw domowych
Wydatki konsumpcyjne gospodarstw domowych zależą częściowo od wartości posiadanych przez nie aktywów. Gdy realna wartość aktywów rośnie, siła nabywcza gospodarstw domowych również rośnie. 
Wzrost realnej wartości majątku gospodarstw domowych może być spowodowany m.in. boomem na rynku nieruchomości. Ceny nieruchomości często rosną szybciej niż ceny innych dóbr, więc ich właściciele mają poczucie nagłego wzrostu zamożności. Analogiczny wpływ mają wzrost cen akcji oraz obligacji skarbowych. Natomiast bessa wywoła spadek wartości zasobów majątkowych dla właścicieli akcji i nastąpi zmniejszenie rozmiarów konsumpcji.
Wielkość efektu majątkowego zależy od wielkości posiadanego majątku, tj. czy wzrost wartości majątku dotyczy osób zamożnych czy ubogich. Znaczenie ma również źródło tego wzrostu (np. gospodarstwa domowe mogą opóźniać wzrost wydatków jeżeli uznają, że wzrost cen akcji jest tymczasowy).
Efekt majątkowy ma duże znaczenie w polityce pieniężnej. Jest to efekt oddziaływania zmian w poziomie cen lub stóp procentowych na poziom konsumpcji. Odnosi się głównie do gospodarstw domowych i dotyczy nie tylko gotówki w portfelu tychże gospodarstw, ale również innych aktywów finansowych, jak np. depozytów bankowych. Zmiany w poziomie cen lub też stóp procentowych w gospodarce wywierają wpływ na wartość pieniądza a zatem także na siłę nabywczą zasobów pieniądza gospodarstw domowych (na przykład wraz ze wzrostem cen dochodzi do spadku siły nabywczej pieniądza), a zatem również dochodu i dochodu rozporządzalnego. To z kolei prowadzi do zmian w wielkości konsumpcji. Innymi słowy, zmiany poziomu cen/stóp procentowych skutkują zmianami realnych zasobów majątkowych i dostosowanie wydatków konsumpcyjnych do tych zmian.
Gospodarstwa domowe mogą różnie reagować (w kwestii zmiany poziomu wydatków na dane dobro) na zmiany majątku w ujęciu realnym. W zależności od tego, jak zmienia się przy zmianie realnej wartości nabywczej dochodu udział wydatków na dane dobro w budżecie gospodarstw domowych, można przeprowadzić podział dóbr na dwie grupy:
- dobra normalne – są to te dobra, których udział w wydatkach rośnie przy wzroście majątku
- dobra podrzędne – ich udział w wydatkach maleje ze wzrostem majątku.